# Ole Ålgård
Ole Ålgård (* 9. September 1921 in Gjesdal; † 26. Januar 1995 in Våler) war ein norwegischer Diplomat. Ålgård war von 1967 bis 1971 norwegischer Botschafter in der Volksrepublik China. Von 1971 bis 1982 war er der Ständige Vertreter Norwegens bei den Vereinten Nationen in New York. Anschließend war er bis 1989 als norwegischer Botschafter in Dänemark tätig.

## Leben
Ålgård kam als Sohn des Landwirts Gabriel Aalgaard und dessen Ehefrau Berta Serine Egeland in Ålgård in der Kommune Gjesdal zur Welt. Er wuchs auf dem Hof seiner Eltern in der Kommune Gjesdal auf. Ole Ålgård besuchte die Kathedralschule in Stavanger, die er im Jahr 1940 abschloss. Anschließend begann er Rechtswissenschaft an der Universität Oslo zu studieren. Sein Studium schloss er im Jahr 1946 ab. Während seiner Zeit an der Universität engagierte er sich in politischen Studentenvereinigungen und er fungierte als Vorsitzender einer sozialistischen Studentenvereinigung.
Im Jahr 1946 wurde er im norwegischen Außenministerium angestellt. Dort war er zunächst vor allem mit der Aufarbeitung der Folgen des Zweiten Weltkriegs beschäftigt. Von 1950 bis 1951 wurde er an der norwegischen Botschaft in Moskau eingesetzt. Anschließend war er bis 1956 als Geschäftsträger an der norwegischen Botschaft in Wien tätig. Die Botschaft wurde in der Zeit seines dortigen Einsatzes erst aufgebaut. Anschließend kehrte er nach Norwegen zurück, wo er am Ministerium mit dem Gebiet Osteuropa betraut war.
Ab 1961 war Ålgård in New York für die norwegische UN-Delegation tätig. Im Jahr 1964 ging er nach Brüssel, wo er Vertreter im Europarat wurde. Im Jahr 1967 übernahm er das Amt als norwegischer Botschafter in Peking. In dieser Zeit fand in der Volksrepublik China die Kulturrevolution statt und Ålgård wirkte als Kontaktperson zwischen Nordvietnam und den Vereinigten Staaten. Seine Amtszeit in Peking endete im Jahr 1971, als er Ständiger Vertreter Norwegens bei den Vereinten Nationen in New York wurde. Er blieb bis 1982 im Amt, bis dahin hatte er insgesamt 14 Jahre für Norwegen bei den Vereinten Nationen gearbeitet. Anschließend war er bis Oktober 1989 als norwegischer Botschafter in Kopenhagen eingesetzt.
Ålgård ging im Jahr 1989 in Pension und zog auf den Hof seiner Frau, den er weiter bewirtschaftete. Er arbeitete zudem weiter als Berater und trat noch häufiger in den Medien in Erscheinung. Er starb im Alter von 73 Jahren in Våler.

## Auszeichnungen
- Ritter 1. Klasse, Sankt-Olav-Orden (1970)
- Komtur, Sankt-Olav-Orden (1978)
- Nersornaat, Silber (1989)[5]
- Großkreuz, Dannebrogorden